# Oriente (São Paulo)
Oriente é um município brasileiro do estado de São Paulo. Sua população estimada em 2024 era de 6.180 habitantes.

## História

### Formação territorial-administrativa
Histórico da formação do município:
- Distrito criado no município de Marília pelo Decreto nº 6.721, de 02/10/1934.
- Município criado com território desmembrado dos municípios de Marília e Pompeia pelo Decreto-Lei nº 14.334, de 30/11/1944.

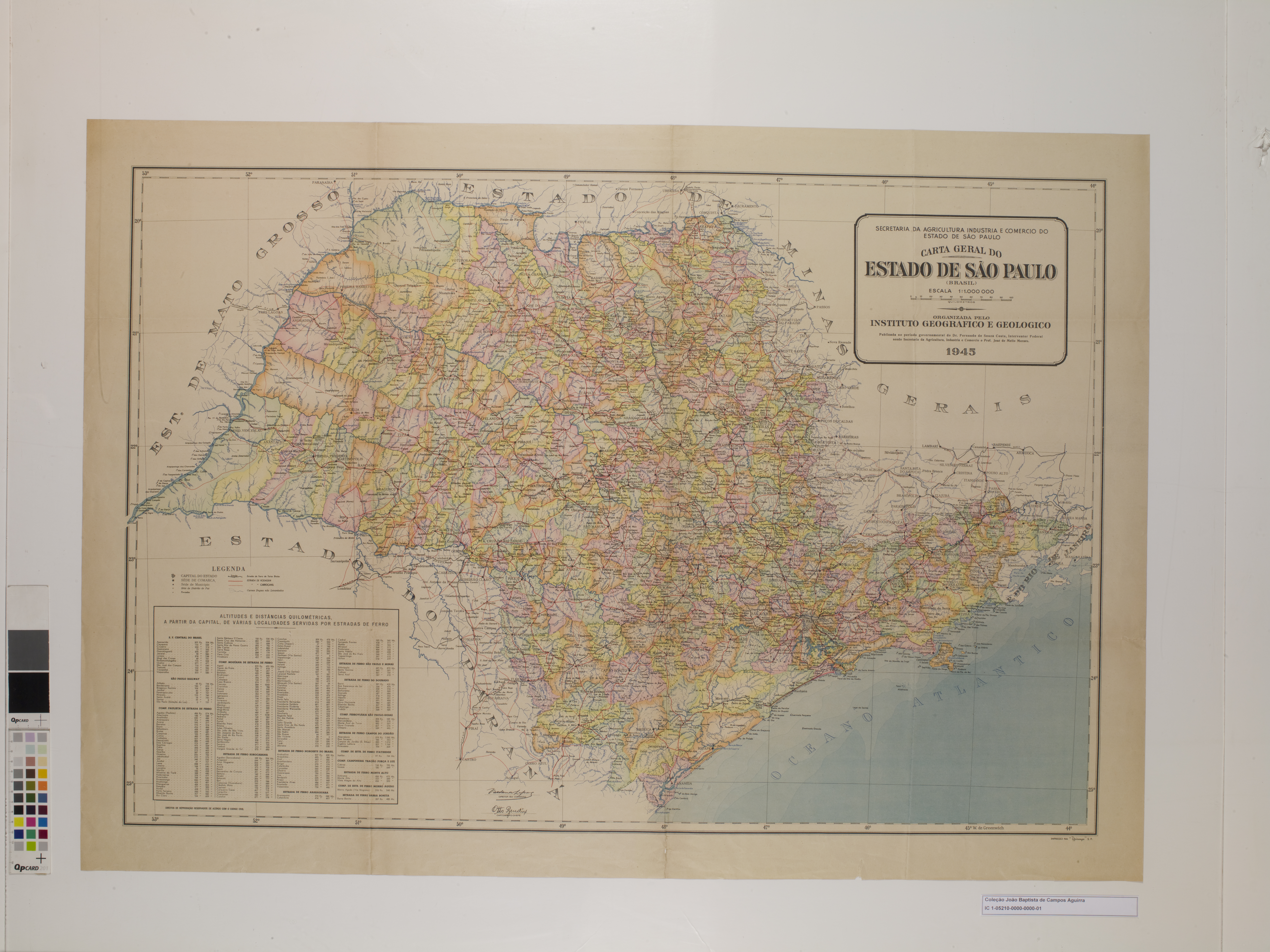
Estado de São Paulo (1944).

## Geografia
Localiza-se a uma latitude 22º09'10" sul e a uma longitude 50º05'27" oeste, estando a uma altitude de 604 metros. Possui uma área de 218,668 km².

## Demografia

### População
| Crescimento populacional                             | Crescimento populacional | Crescimento populacional | Crescimento populacional |
| Ano                                                  | População Total          |                          | %±                       |
| ---------------------------------------------------- | ------------------------ | ------------------------ | ------------------------ |
| 1946                                                 | 16 411                   |                          | —                        |
| 1950                                                 | 11 867                   |                          | −27,7%                   |
| 1958                                                 | 10 502                   |                          | −11,5%                   |
| 1960                                                 | 11 615                   |                          | 10,6%                    |
| 1970                                                 | 8 781                    |                          | −24,4%                   |
| 1980                                                 | 6 472                    |                          | −26,3%                   |
| 1991                                                 | 6 803                    |                          | 5,1%                     |
| 2000                                                 | 5 884                    |                          | −13,5%                   |
| 2010                                                 | 6 097                    |                          | 3,6%                     |
| 2022                                                 | 6 085                    |                          | −0,2%                    |
| Est. 2024                                            | 6 180                    | [ 8 ]                    | 1,6%                     |
| Fontes: Censos Demográficos IBGE e Estimativas SEADE |                          |                          |                          |

### Dados demográficos
Dados do Censo - 2000
- População total: 5.884
- Urbana: 5.062
- Rural: 822
- Homens: 2.926
- Mulheres: 2.958

- Densidade demográfica (hab./km²): 27,02
- Mortalidade infantil até 1 ano (por mil): 11,17
- Expectativa de vida (anos): 73,94
- Taxa de fecundidade (filhos por mulher): 2,68
- Taxa de alfabetização: 89,02%
- Índice de Desenvolvimento Humano (IDH-M): 0,791
- IDH-M Renda: 0,696
- IDH-M Longevidade: 0,816
- IDH-M Educação: 0,860

(Fonte: IPEADATA)

## Política e administração

### Poder executivo
O poder executivo do município de Oriente é representado pelo prefeito e seu gabinete de secretários, seguindo o modelo proposto pela Constituição Federal.
Atualmente, o prefeito municipal é Geraldo Matheus Moris - PDT, eleito com 2 120 votos (53,63%) no pleito de 15 de novembro de 2020, para o mandato 2021-2024.

## Infraestrutura

### Comunicações
O sistema de telefones automáticos foi inaugurado na cidade em 1974 pela Telecomunicações de São Paulo (TELESP), que também implantou o sistema de discagem direta à distância (DDD) em 1986 com o código de área (0144). Anteriormente a cidade era atendida pela Companhia Telefônica Brasileira (CTB).
Na década de 90 o código DDD da cidade foi alterado para (014), para padronização do sistema telefônico com a telefonia celular que estava sendo implantada em todo o estado.

## Pessoas ilustres
- Marcos (goleiro)

## Religião
O Cristianismo se faz presente na cidade da seguinte forma:

### Igreja Católica
- A igreja faz parte da Diocese de Marília.[18]

### Igrejas Evangélicas
Entre as igrejas protestantes históricas, pentecostais e neopentecostais, encontram-se na cidade:
- Assembleia de Deus Ministério do Belém.[21][22]
- Congregação Cristã no Brasil.[23]